# Roger Milla
Albert Roger Mooh Miller (* 20. Mai 1952 in Yaoundé), bekannt als Roger Milla (wahrscheinlich wegen des Schreibfehlers eines Standesbeamten; gelegentlich fälschlich Mila geschrieben), ist ein ehemaliger kamerunischer Fußballspieler. Er hatte großen Anteil am Einzug seiner Nationalmannschaft ins Viertelfinale der Fußball-Weltmeisterschaft 1990.

## Karrierebeginn
Der Deutsche Peter Schnittger, der von 1970 bis 1974 die kamerunische Nationalmannschaft trainierte und auch deren Technischer Direktor war, gilt als der Entdecker und entscheidende Förderer von Millas Talent, das bereits mit 17 Jahren offenkundig wurde. In der Folge berief Schnittger ihn zunächst in die Junioren- und später die A-Nationalmannschaft. Milla umgekehrt bekannte rückblickend, dass Schnittger derjenige Trainer war, der ihn am meisten geprägt habe, und dessen Rat ihm während seiner gesamten Karriere am wichtigsten war.

## Vereinskarriere
Afrikaweit bekannt wurde Milla im Jahr 1973, als er beim 4:2-Erfolg seines Vereins Léopards de Douala im Viertelfinale des afrikanischen Meisterpokals (African Cup of Champions Clubs) beim Titelverteidiger Hafia Football Club in Guinea sämtliche Tore für die Kameruner erzielte. Sein Trainer war damals ebenfalls Peter Schnittger.
1976 gewann Milla, der zu dieser Zeit für Tonnerre de Yaoundé spielte, mit 23 Jahren den „goldenen Fußball“ als bester Spieler Afrikas. Im selben Jahr wechselte er nach Frankreich, wo eine wahre Odyssee begann: Bei US Valenciennes (1978/79), AS Monaco (1979/80) und SEC Bastia (1980–1984) kam er wegen Verletzungen oder zu geringen Trainingseifers nur selten zum Einsatz.
Durchsetzen konnte er sich erst ab 1984 beim Zweitligisten AS Saint-Étienne, fand dort auch zu seiner Torgefährlichkeit zurück (22 Treffer in 31 Spielen) und verhalf Les verts 1986 zum Wiederaufstieg. Überraschend wechselte Roger Milla aber anschließend zum Zweitligisten Montpellier La Paillade SC, mit dem er ein Jahr später ebenfalls aufstieg, noch 60 Spiele in der Division 1 bestritt (19 Tore) und dort am 31. Mai 1989 seine Profikarriere beendete.
Milla spielte hernach bei JS Saint-Pierre auf Réunion, 1990 bereitete er sich – jedenfalls nach einzelnen Quellen – bei Sporting Toulon auf die Weltmeisterschaft in Italien vor, ohne allerdings für diesen Klub zu spielen. Im Januar 1991 stand der deutsche Zweitligist FC Schalke 04 kurz vor einer Verpflichtung des inzwischen 39-Jährigen. Schalke verzichtete letztlich aber auf eine Verpflichtung des Kameruners, da es laut Präsident Günter Eichberg „zu viele Schwierigkeiten“ gab. In einem Interview mit dem Nachrichtensender n-tv anlässlich seines 71. Geburtstags teilte Milla mit, ihm hätten „ein paar Sachen im Vertrag nicht gefallen“, doch sei es dabei nicht um Geld gegangen. Auch habe er nicht den Eindruck gehabt, den Fans in seinem Alter von 39 Jahren noch „genug bieten [zu] können“. Im Alter von 42 Jahren wechselte Milla noch einmal ins Ausland, im Januar 1995 ging er zu Pelita Jaya nach Indonesien.

## Nationalspieler
Sein erstes Länderspiel für die Nationalelf Kameruns bestritt Milla im Juli 1978. 1982 nahm er mit den erstmals qualifizierten Westafrikanern an der WM-Endrunde in Spanien teil, wo die „unzähmbaren Löwen“, obwohl gegen Italien, Polen und Peru unbesiegt, nach der Vorrunde die Heimreise antreten mussten.
1984 nahm er an den Olympischen Spielen in Los Angeles teil und erzielte in der Vorrunde gegen Jugoslawien ein Tor (Endstand 1:2). Kamerun schied als Gruppendritter in der Vorrunde aus.
Bei der Weltmeisterschaft 1990 gehörte der 38-Jährige auf Geheiß von Kameruns Präsident Paul Biya zum Aufgebot seines Land, nachdem sich Kameruns Trainer Waleri Nepomnjaschtschi vorher gegen den Stürmer entschieden hatte. Milla war bei der WM in Italien der zweitälteste Spieler des Turniers. Dank seiner zwei Tore gegen Rumänien (2:1, Gruppenphase), die er als Einwechselspieler erzielte, überstand mit Kamerun zum zweiten Mal eine afrikanische Mannschaft die Gruppenphase einer WM. Die beiden weiteren Treffer gegen Kolumbien (2:1 n. V., Achtelfinale) ermöglichten Kamerun die Teilnahme am Viertelfinale. Jeden seiner Treffer feierte Milla mit einem Makossa-Tanz an der Eckfahne, was in den folgenden Jahren oft kopiert wurde. 1990 wurde er erneut zu Afrikas Fußballer des Jahres gewählt.
Vier Jahre später trat der nun 42-Jährige nochmals bei der WM-Endrunde (1994 in den USA) auf. Kamerun schied zwar in der Vorrunde aus, aber der eingewechselte Milla schoss am 28. Juni im Spiel gegen Russland ein Tor und ist somit ältester Torschütze bei einer WM-Endrunde. Millas Leistung blieb ohne große öffentliche Resonanz, da Kamerun das Spiel 1:6 verlor und Oleg Salenko fünfmal traf. Milla war damit auch lange der älteste Spieler, der bei einer WM-Endrunde zum Einsatz kam, ehe er bei der Weltmeisterschaft 2014 vom kolumbianischen Torhüter Faryd Mondragón (43) abgelöst wurde.

## Nach der aktiven Zeit
Seit seinem Rückzug vom aktiven Fußball ist Roger Milla Sportberater des Präsidenten Kameruns Paul Biya im Rang eines Ministers und WM-Botschafter seines Landes. Er wohnt abwechselnd in Kamerun und Montpellier. Darüber hinaus ist er Athletenbotschafter der Entwicklungshilfeorganisation Right to Play.

## Ehrungen und Auszeichnungen
Milla gehört zur FIFA 100, einer zum hundertjährigen Geburtstag der FIFA herausgegebenen Liste mit den 125 besten beim Jubiläum 2004 noch lebenden Fußballspielern.
1991 wurde er mit dem Franz-Beckenbauer-Preis ausgezeichnet, der für besonders verdiente Sportler vorgesehen war.
2007 wurde er von der CAF zum besten afrikanischen Spieler der letzten 50 Jahre gewählt. Bei der von der IFFHS durchgeführten Wahl zu Afrikas Fußballspieler des Jahrhunderts 1998 belegte er hinter George Weah den zweiten Rang. Im Jahr 2006 wurde er von der African Soccer Association zum Spieler des vergangenen Jahrhunderts gewählt.

## Erfolge
- Afrikameister: 1984, 1988
- Kamerunischer Meister: 1972, 1973, 1974
- Afrikapokal der Pokalsieger: 1975
- Kamerunischer Fußballpokal: 1974, 1991
- Französischer Fußballpokal: 1980, 1981
- Meister Ligue 2: 1986–87
- Réunion Meister: 1989, 1990
- Réunion Pokal: 1989